# Desposorios de la Virgen (Maestro de Flémalle)
Los desposorios de la Virgen o Matrimonio de la Virgen es una pintura al óleo sobre tabla de c.1420-1430 del llamado Maestro de Flémalle, ahora en el Museo del Prado en Madrid.
Similar en formato a la Anunciación del mismo artista (también en el Prado), la obra representa el matrimonio de María y José delante de una portada gótica, mientras a la izquierda bajo una cúpula románica se  desarrolla el milagro de la vara florecida por el que según la leyenda José fue elegido de entre todos los pretendientes para casarse con María. En la parte superior del edificio, en los capiteles de las columnas y en los vitrales hay escenas del Antiguo Testamento que se consideraba prefiguraban historias del Nuevo Testamento, como el sacrificio de Isaac. En la portada gótica hay escenas y figuras del Nuevo Testamento. En el reverso de la tabla una pintura en grisalla representa a Santiago el Mayor y santa Clara como esculturas, a modo de trampantojo.

El cuadro, uno de los que mayor consenso ha alcanzado a la hora de ser atribuido al Maestro de Flémalle, ya se lo identifique con Campin o no, presenta rasgos generalizados en la pintura flamenca del siglo XV: las arquitecturas prolijamente adornadas con estatuillas y relieves que narran historias bíblicas, el empleo del arte contemporáneo (luego denominado gótico) para enmarcar las escenas del Nuevo Testamento y el antiguo (luego denominado románico) para las del Antiguo. María representa la llegada del Mesías al mundo por lo que ya aparece rodeada de ese estilo. Y el uso de grisallas simulando esculturas que se acabó volviendo muy popular para los paneles exteriores de trípticos y polípticos.

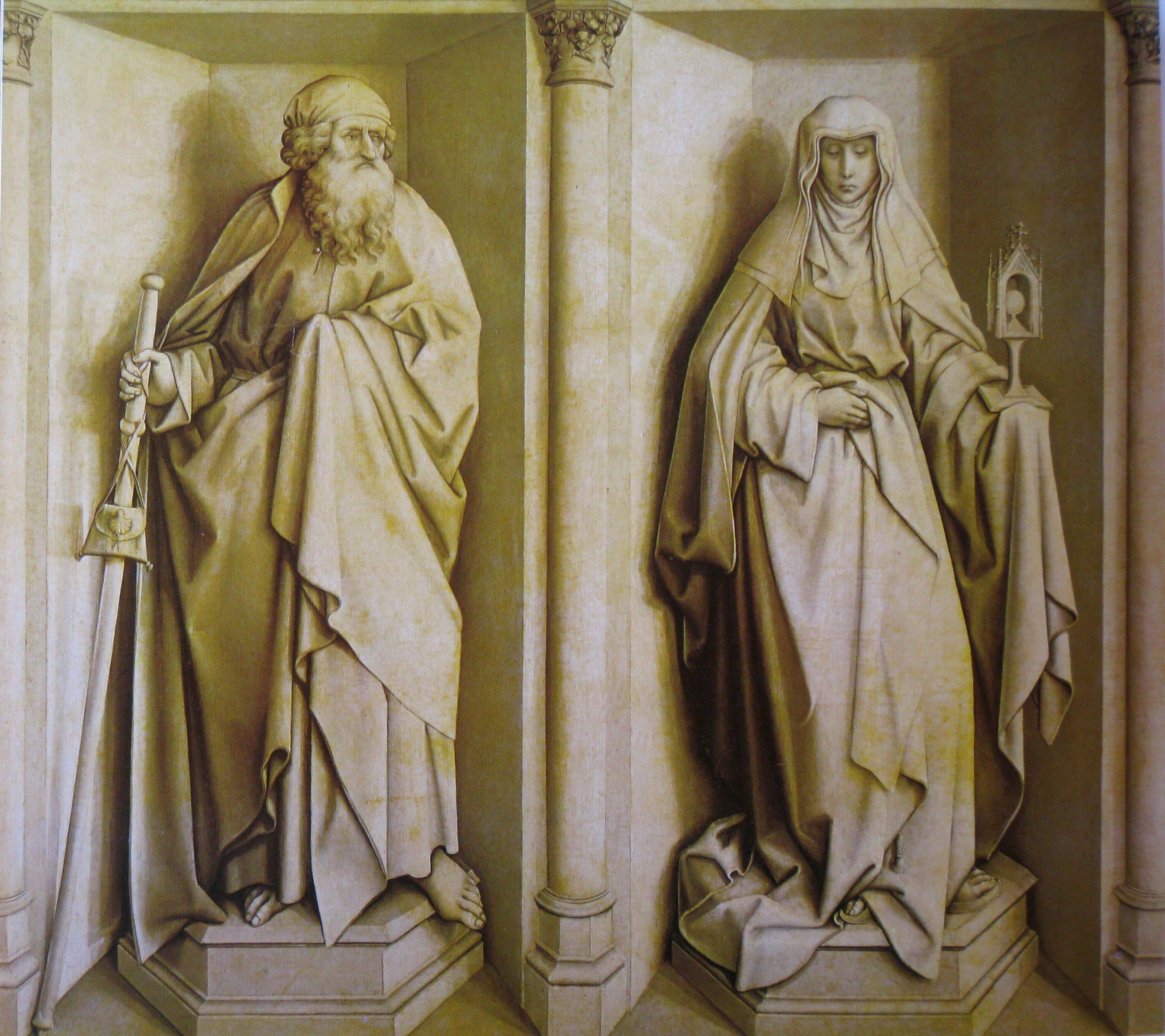
Santos Santiago y Clara (h. 1420-1430), Maestro de Flémalle, Prado. Reverso de los Desposorios.
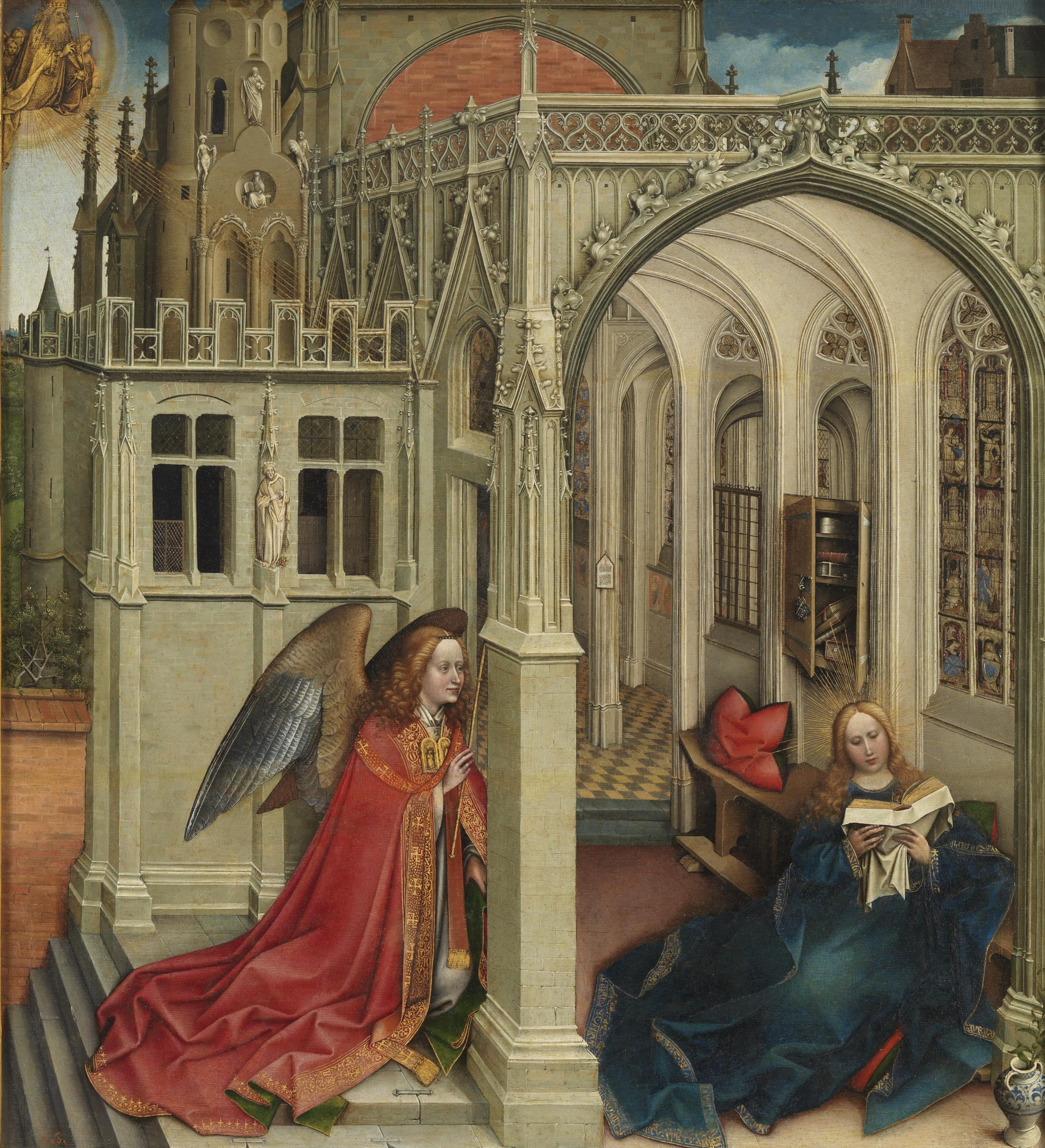
Anunciación (1420-25), Seguidor o taller del Maestro de Flémalle, Prado.